# 比如寺
比如寺，位于西藏自治区那曲地区比如县，是一座藏传佛教格鲁派寺院。

## 简介
比如寺，又称“朗杰白拔林寺”（藏语为“朗杰白拔林”），在比如县境内。该寺是由活佛甲琼瓦·穷扎巴创建。建筑宏伟壮观。主供佛是“觉·米局”，护法神是“美龙夺”。西藏和平解放前，该寺有僧人170多名，21世纪初有僧人40多名。文化大革命时期该寺被毁，1985年修复。比如县境内的恰日寺、曲德寺、贡萨寺、帕拉金塔、白嘎寺、桑达寺、达摩寺、热登寺、比如寺、卓那寺、热钦寺均是比如县文物保护单位。
比如寺每年举办多种大型宗教活动，其中最隆重者为藏历元月一日的宗教舞蹈“羌姆”。